# Liste der olympischen Medaillengewinner aus der Volksrepublik China/I–P
Bislang errangen chinesische Sportler insgesamt 804 olympische Medaillen (325 × Gold, 258 × Silber und 221 × Bronze).
Zurück zur Liste der olympischen Medaillengewinner aus der Volksrepublik China
- Medaillengewinner A bis H
- Medaillengewinner Q bis W
- Medaillengewinner X bis Z

## Medaillengewinner

### I
- Qanat Ïsläm – Boxen (0-0-1)
Peking 2008: Bronze, Weltergewicht Männer

### J
- Ji Bowen – Kanu (1-0-0)
Paris 2024: Gold, Zweier-Kanadier 500 m Männer
- Ji Xinpeng – Badminton (1-0-0)
Sydney 2000: Gold, Einzel Männer
- Jia Yifan – Badminton (1-1-0)
Tokio 2020: Silber, Doppel Frauen
Paris 2024: Gold, Doppel Frauen
- Jia Zhanbo – Schießen (1-0-0)
Athen 2004: Gold, Kleinkaliber-Dreistellungskampf Männer
- Jia Zongyang – Freestyle-Skiing (0-2-1)
Sotschi 2014: Bronze, Aerials Männer
Pyeongchang 2018: Silber, Aerials Männer
Peking 2022: Silber, Aerials Mixed
- Jiang Cuihua – Radsport (0-0-1)
Sydney 2000: Bronze, 500 m Zeitfahren Frauen
- Jiang Haiqi – Schwimmen (0-0-1)
London 2012: Bronze, 4 × 200 m Freistil Männer
- Jiang Lin – Bogenschießen (0-0-1)
Peking 2008: Bronze, Team Männer
- Jiang Ranxin – Schießen (1-0-1)
Tokio 2020: Gold, 10 m Luftpistole Mixed
Tokio 2020: Bronze, 10 m Luftpistole Frauen
- Jiang Tingting – Synchronschwimmen (0-1-1)
Peking 2008: Bronze, Gruppe
london 2012: Silber, Gruppe
- Jiang Wenwen – Synchronschwimmen (0-1-1)
Peking 2008: Bronze, Gruppe
london 2012: Silber, Gruppe
- Jiang Yonghua – Radsport (0-1-0)
Athen 2004: Silber, 500 m Zeitfahren Frauen
- Jiang Ying – Volleyball (1-0-1)
Los Angeles 1984: Gold, Frauen
Seoul 1988: Bronze, Frauen
- Jiang Yiting – Schießen (0-0-1)
Paris 2024: Bronze, Skeet Mixed
- Jiang Yuyuan – Turnen (1-0-0)
Peking 2008: Gold, Teammehrkampf Frauen
- Jiao Liuyang – Schwimmen (1-1-0)
Peking 2008: Silber, 200 m Schmetterling Frauen
London 2012: Gold, 200 m Schmetterling Frauen
- Jiao Zhimin – Tischtennis (0-1-1)
Seoul 1988: Silber, Doppel Frauen
Seoul 1988: Bronze, Einzel Frauen
- Jin Ziwei – Rudern (1-0-0)
Peking 2008: Gold, Doppelvierer Frauen
- Jing Ruixue – Ringen (0-1-0)
London 2012: Silber, Freistil bis 63 kg Frauen
- Ju Rui – Rudern (0-0-1)
Tokio 2020: Bronze, Achter Frauen

### K
- Kong Fanyu – Freestyle-Skiing (0-1-0)
Pyeongchang 2018: Bronze, Aerials Frauen
- Kong Linghui – Tischtennis (2-1-0)
Atlanta 1996: Gold, Doppel Männer
Sydney 2000: Gold, Einzel Männer
Sydney 2000: Silber, Doppel Männer
- Kong Yaqi – Schwimmen (0-0-1)
Paris 2024: Bronze, 4 × 200 m Freistil Frauen

### L
- Lai Yawen – Volleyball (0-1-0)
Atlanta 1996: Silber, Frauen
- Lang Ping – Volleyball (1-0-0)
Los Angeles 1984: Gold, Frauen
- Lao Lishi – Wasserspringen (1-1-0)
Athen 2004: Gold, 10 m Synchronspringen Frauen
Athen 2004: Silber, 10 m Turmspringen Frauen
- Le Jingyi – Schwimmen (1-3-0)
Barcelona 1992: Silber, 4 × 100 m Freistil Frauen
Atlanta 1996: Gold, 100 m Freistil Frauen
Atlanta 1996: Silber, 50 m Freistil Frauen
Atlanta 1996: Silber, 4 × 100 m Freistil Frauen
- Le Maosheng – Gewichtheben (0-1-0)
Athen 2004: Silber, Federgewicht Männer
- Lei Li – Softball (0-1-0)
Atlanta 1996: Silber, Frauen
- Lai Runming – Gewichtheben (0-1-0)
Los Angeles 1984: Silber, Bantamgewicht Männer
- Lei Sheng – Fechten (1-0-0)
London 2012: Gold, Florett Einzel Männer
- Li Aili – Hockey (0-1-0)
Peking 2008: Silber, Frauen
- Li Bingjie – Schwimmen (1-0-2)
Tokio 2020: Gold, 4 × 200 m Freistil Frauen
Tokio 2020: Bronze, 400 m Freistil Frauen
Paris 2024: Bronze, 4 × 200 m Freistil Frauen
- Li Chunxiu – Leichtathletik (0-0-1)
Barcelona 1992: Bronze, 10 km Gehen Frauen
- Li Chunyang – Turnen (0-1-0)
Barcelona 1992: Silber, Teammehrkampf Männer
- Li Dan – Trampolinturnen (0-0-1)
Rio de Janeiro 2016: Bronze, Frauen
- Li Dashuang – Turnen (0-1-0)
Barcelona 1992: Silber, Teammehrkampf Männer
- Li Deliang – Wasserspringen (0-0-1)
Seoul 1988: Bronze, 3 m Kunstspringen Männer
- Li Dongmei – Basketball (0-1-0)
Barcelona 1992: Silber, Frauen
- Li Duihong – Schießen (1-1-0)
Barcelona 1992: Silber, Sportpistole Frauen
Atlanta 1996: Gold, Sportpistole Frauen
- Li Fabin – Gewichtheben (2-0-0)
Tokio 2020: Gold, Bantamgewicht Männer
Paris 2024: Gold, Bantamgewicht Männer
- Li Ge – Turnen (0-1-0)
Barcelona 1992: Silber, Teammehrkampf Männer
- Li Goujun – Volleyball (0-0-1)
Seoul 1988: Bronze, Frauen
- Li Hong – Hockey (0-1-0)
Paris 2024: Silber, Frauen
- Li Hongli – Gewichtheben (0-1-0)
Peking 2008: Silber, Klasse bis 77 kg Männer
- Li Hongxia – Hockey (0-1-0)
Peking 2008: Silber, Frauen
- Li Huanha – Gewichtheben (1-0-0)
Paris 2024: Gold, Schwergewicht Männer
- Li Huifen – Tischtennis (0-1-0)
Seoul 1988: Silber, Einzel Frauen
- Li Ji – Schwimmen (0-1-0)
Athen 2004: Silber, 4 × 200 m Freistil Frauen
- Li Jiajun – Shorttrack (0-2-3)
Nagano 1998: Silber, 1000 m Männer
Nagano 1998: Bronze, 5000 m Staffel Männer
Salt Lake City 2002: Silber, 1500 m Männer
Salt Lake City 2002: Bronze, 5000 m Staffel Männer
Turin 2006: Bronze, 1500 m Männer
- Li Jiaman – Bogenschießen (0-1-0)
Paris 2024: Silber, Team Frauen
- Li Jianrou – Shorttrack (1-0-0)
Sotschi 2014: Gold, 500 m Frauen
- Li Jie – Schießen (0-1-0)
Athen 2004: Silber, Luftgewehr Männer
- Li Jing – Turnen (0-3-0)
Barcelona 1992: Silber, Teammehrkampf Männer
Barcelona 1992: Silber, Barren Männer
Barcelona 1992: Silber, Ringe Männer
- Li Jingjing – Rudern (0-0-1)
Tokio 2020: Bronze, Achter Frauen
- Li Jinhe – Gewichtheben (0-0-1)
Seoul 1988: Bronze, Leichtgewicht Männer
- Li Jinzi – Boxen (0-0-1)
London 2012: Bronze, Mittelgewicht Frauen
- Li Ju – Tischtennis (1-1-0)
Sydney 2000: Gold, Doppel Frauen
Sydney 2000: Silber, Einzel Frauen
- Li Juan – Volleyball (0-0-1)
Peking 2008: Bronze, Frauen
- Li Junhui – Badminton (0-1-0)
Tokio 2020: Silber, Doppel Männer
- Li Junyu – Shorttrack (0-1-0)
Pyeongchang 2018: Silber, 1500 m Frauen
- Li Kongzheng – Wasserspringen (0-0-1)
Los Angeles 1984: Bronze, Turmspringen Männer
- Li Lan – Handball (0-0-1)
Los Angeles 1984: Bronze, Frauen
- Li Ling – Leichtathletik (0-0-1)
London 2012: Bronze, Kugelstoßen Frauen
- Li Lingjuan – Bogenschießen (0-1-0)
Los Angeles 1984: Silber, Einzel Frauen
- Li Meisu – Leichtathletik (0-0-1)
Seoul 1988: Bronze, Kugelstoßen Frauen
- Li Na – Fechten (1-0-1)
Sydney 2000: Bronze, Degen Team Frauen
London 2012: Gold, Degen Team Frauen
- Li Na – Wasserspringen (1-1-0)
Sydney 2000: Gold, 10 m Synchronspringen Frauen
Sydney 2000: Silber, 10 m Turmspringen Frauen
- Li Nina – Freestyle-Skiing (0-2-0)
Turin 2006: Silber, Aerials Frauen
Vancouver 2010: Silber, Aerials Frauen
- Li Ning – Turnen (3-2-1)
Los Angeles 1984: Gold, Bodenturnen Männer
Los Angeles 1984: Gold, Ringe Männer
Los Angeles 1984: Gold, Seitpferd Männer
Los Angeles 1984: Silber, Pferdsprung Männer
Los Angeles 1984: Silber, Teammehrkampf Männer
Los Angeles 1984: Bronze, Einzelmehrkampf Männer
- Li Qian – Boxen (1-1-1)
Rio de Janeiro 2016: Bronze, Mittelgewicht Frauen
Tokio 2020: Silber, Mittelgewicht Frauen
Paris 2024: Gold, Mittelgewicht Frauen
- Li Qing – Wasserspringen (0-1-0)
Seoul 1988: Silber, 3 m Kunstspringe Frauen
- Li Ronghua – Rudern (0-1-1)
Seoul 1988: Silber, Vierer mit Steuerfrau
Seoul 1988: Bronze, Achter Frauen
- Li Shan – Volleyball (1-0-0)
Athen 2004: Gold, Frauen
- Li Shanshan – Turnen (1-0-0)
Peking 2008: Gold, Teammehrkampf Frauen
- Li Shuang – Hockey (0-1-0)
Peking 2008: Silber, Frauen
- Li Shufang – Judo (0-1-0)
Sydney 2000: Silber, Halbmittelgewicht Frauen
- Li Ting – Tennis (1-0-0)
Athen 2004: Gold, Doppel Frauen
- Li Ting – Wasserspringen (1-0-0)
Athen 2004: Gold, 10 m Synchronspringen Frauen
- Li Wenquan – Bogenschießen (0-0-1)
Peking 2008: Bronze, Team Männer
- Li Wenlong – Eisschnelllauf (0-1-0)
Peking 2022: Silber, 1000 m Männer
- Li Wenwen – Gewichtheben (2-0-0)
Tokio 2020: Gold, Superschwergewicht Frauen
Paris 2024: Gold, Superschwergewicht Frauen
- Li Xiaolu – Synchronschwimmen (0-1-0)
Rio de Janeiro 2016: Silber, Gruppe
- Li Xiaopeng – Turnen (4-0-1)
Sydney 2000: Gold, Teammehrkampf Männer
Sydney 2000: Gold, Barren Männer
Sydney 2004: Bronze, Barren Männer
Peking 2008: Gold, Teammehrkampf Männer
Peking 2008: Gold, Barren Männer
- Li Xiaoping – Turnen (0-1-0)
Los Angeles 1984: Silber, Teammehrkampf Männer
- Li Xiaoqin – Basketball (0-0-1)
Los Angeles 1984: Bronze, Frauen
- Li Xiaoshuang – Turnen (2-3-1)
Barcelona 1992: Gold, Bodenturnen Männer
Barcelona 1992: Silber, Teammehrkampf Männer
Barcelona 1992: Bronze, Ringe Männer
Atlanta 1996: Gold, Einzelmehrkampf Männer
Atlanta 1996: Silber, Teammehrkampf Männer
Atlanta 1996: Silber, Bodenturnen Männer
- Li Xiaoxia – Tischtennis (3-1-0)
London 2012: Gold, Einzel Frauen
London 2012: Gold, Team Frauen
Rio de Janeiro 2016: Silber, Einzel Frauen
Rio de Janeiro 2016: Gold, Team Frauen
- Li Xin – Basketball (0-1-0)
Barcelona 1992: Silber, Frauen
- Li Xuanxu – Schwimmen (0-0-1)
London 2012: Bronze, 400 m Lagen Frauen
- Li Xuerui – Badminton (1-0-0)
London 2012: Gold, Einzel Frauen
- Li Yan – Volleyball (0-1-0)
Atlanta 1996: Silber, Frauen
- Li Yan – Shorttrack (0-1-0)
Albertville 1992: Silber, 500 m Frauen
- Li Yanfeng – Leichtathletik (0-1-0)
London 2012: Silber, Diskuswurf Frauen
- Li Yanjun – Volleyball (1-0-0)
Los Angeles 1984: Gold, Frauen
- Li Ye – Shorttrack (0-0-1)
Salt Lake City 2002: Bronze, 5000 m Staffel Männer
- Li Yongbo – Badminton (0-0-1)
Barcelona 1992: Bronze, Doppel Männer
- Li Yuehong – Schießen (1-0-2)
Rio de Janeiro 2016: Bronze, Schnellfeuerpistole Männer
Tokio 2020: Bronze, Schnellfeuerpistole Männer
Paris 2024: Gold, Schnellfeuerpistole Männer
- Li Yuejiu – Turnen (0-1-0)
Los Angeles 1984: Silber, Teammehrkampf Männer
- Li Yueming – Volleyball (0-0-1)
Seoul 1988: Bronze, Frauen
- Li Yunqi – Schwimmen (0-0-1)
London 2012: Bronze, 4 × 200 m Freistil Männer
- Li Yuwei – Schießen (1-0-0)
Los Angeles 1984: Gold, Laufende Scheibe Männer
- Li Zhongyun – Judo (0-0-1)
Barcelona 1992: Bronze, Halbleichtgewicht Frauen
- Li Zhuo – Gewichtheben (0-1-0)
Athen 2004: Silber, Klasse bis 48 kg Frauen
- Lian Junjie – Wasserspringen (1-0-0)
Paris 2024: Gold, 10 m Synchronspringen Männer
- Liang Qin – Fechten (0-0-1)
Sydney 2000: Bronze, Degen Team Frauen
- Liang Weikeng – Badminton (0-1-0)
Paris 2024: Silber, Doppel Männer
- Liang Xinping – Synchronschwimmen (0-2-0)
Rio de Janeiro 2016: Silber, Gruppe
Tokio 2020: Silber, Gruppe
- Liang Yan – Volleyball (1-0-0)
Los Angeles 1984: Gold, Frauen
- Liang Yushuai – Taekwondo (0-0-1)
London 2024: Bronze, Federgewicht Männer
- Liao Hui – Gewichtheben (1-0-0)
Peking 2008: Gold, Klasse bis 69 kg Männer
- Liao Qiuyun – Gewichtheben (0-1-0)
Tokio 2020: Silber, Federgewicht Frauen
- Lin Chaopan – Turnen (0-0-2)
Rio de Janeiro 2016: Bronze, Teammehrkampf Männer
Tokio 2020: Bronze, Teammehrkampf Männer
- Lin Dan – Badminton (2-0-0)
Peking 2008: Gold, Einzel Männer
London 2012: Gold, Einzel Männer
- Lin Li – Schwimmen (1-2-1)
Barcelona 1992: Gold, 200 m Lagen Frauen
Barcelona 1992: Silber, 200 m Brust Frauen
Barcelona 1992: Silber, 400 m Lagen Frauen
Atlanta 1996: Bronze, 200 m Lagen Frauen
- Lin Li – Volleyball (1-0-0)
Rio de Janeiro 2016: Gold, Frauen
- Lin Qingfeng – Gewichtheben (1-0-0)
London 2012: Gold, Leichtgewicht Männer
- Lin Qisheng – Gewichtheben (0-1-0)
Barcelona 1992: Silber, Fliegengewicht Männer
- Lin Sang – Bogenschießen (0-1-0)
Athen 2004: Silber, Team Frauen
- Lin Weining – Gewichtheben (1-0-0)
Sydney 2000: Gold, Klasse bis 69 kg Frauen
- Lin Xiyu – Golf (0-0-1)
Paris 2024: Bronze, Frauen
- Lin Yanfen – Badminton (0-0-1)
Barcelona 1992: Bronze, Doppel Frauen
- Lin Yue – Wasserspringen (2-0-0)
Peking 2008: Gold, 10 m Synchronspringen Männer
Rio de Janeiro 2016: Gold, 10 m Synchronspringen Männer
- Ling Jie – Turnen (0-1-0)
Sydney 2000: Silber, Stufenbarren Frauen
- Liu Ailing – Fußball (0-1-0)
Atlanta 1996: Silber, Frauen
- Liu Chunhong – Gewichtheben (1-0-0)
Athen 2004: Gold, Klasse bis 69 kg Frauen
- Liu Guoliang – Tischtennis (2-1-1)
Atlanta 1996: Gold, Einzel Männer
Atlanta 1996: Gold, Doppel Männer
Sydney 2000: Silber, Doppel Männer
Sydney 2000: Bronze, Einzel Männer
- Liu Hao – Kanu (1-2-0)
Tokio 2020: Silber, Einer-Canadier 1000 m Männer
Tokio 2020: Silber, Zweier-Canadier 1000 m Männer
Paris 2024: Gold, Zweier-Canadier 500 m Männer
- Liu Hong – Leichtathletik (1-0-2)
London 2012: Bronze, 20 km Gehen Frauen
Rio de Janeiro 2016: Gold, 20 km Gehen Frauen
Tokio 2020: Bronze, 20 km Gehen Frauen
- Liu Huixia – Wasserspringen (1-0-0)
Rio de Janeiro 2016: Gold, 10 m Synchronspringen Frauen
- Liu Jianjun – Badminton (0-0-1)
Atlanta 1996: Bronze, Mixed
- Liu Jiayu – Snowboard (0-1-0)
Pyeongchang 2018: Silber, Halfpipe Frauen
- Liu Jinli – Curling (0-0-1)
Vancouver 2010: Bronze, Frauen
- Liu Jun – Basketball (0-1-0)
Barcelona 1992: Silber, Frauen
- Liu Limin – Schwimmen (0-1-0)
Atlanta 1996: Silber, 100 m Schmetterling Frauen
- Liu Lingling – Trampolinturnen (0-1-0)
Tokio 2020: Silber, Frauen
- Liu Liping – Handball (0-0-1)
Los Angeles 1984: Bronze Frauen
- Liu Ou – Synchronschwimmen (0-1-2)
Peking 2008: Bronze, Gruppe
London 2012: Silber, Gruppe
London 2012: Bronze, Duett
- Liu Qing – Basketball (0-1-1)
Los Angeles 1984: Bronze, Frauen
Barcelona 1992: Silber, Frauen
- Liu Qingyi – Breaking (0-0-1)
Paris 2024: Bronze, B-Girls
- Liu Shengshu – Badminton (0-1-0)
Paris 2024: Silber, Doppel Frauen
- Liu Shiwen – Tischtennis (1-1-0)
Rio de Janeiro 2016: Gold, Team Frauen
Tokio 2020: Silber, Doppel Mixed
- Liu Shiying – Leichtathletik (1-0-0)
Tokio 2020: Gold, Speerwurf Frauen
- Liu Shoubin – Gewichtheben (0-1-1)
Seoul 1988: Bronze, Bantamgewicht Männer
Barcelona 1992: Silber, Bantamgewicht Männer
- Liu Wei – Tischtennis (0-1-0)
Atlanta 1996: Silber, Doppel Frauen
- Liu Xia – Judo (0-1-0)
Athen 2004: Silber, Halbschwergewicht Frauen
- Liu Xiang – Leichtathletik (1-0-0)
Athen 2004: Gold, 110 m Hürden Männer
- Liu Xiaobo – Taekwondo (0-0-1)
London 2012: Bronze, Schwergewicht Männer
- Liu Xiaotong – Volleyball (1-0-0)
Rio de Janeiro 2016: Gold, Frauen
- Liu Xuan – Turnen (1-0-1)
Sydney 2000: Gold, Schwebebalken Frauen
Sydney 2000: Bronze, Einzelmehrkampf Frauen
- Liu Xuqing – Softball (0-1-0)
Atlanta 1996: Silber, Frauen
- Liu Yaju – Softball (0-1-0)
Atlanta 1996: Silber, Frauen
- Liu Yanan – Volleyball (1-0-1)
Athen 2004: Gold, Frauen
Peking 2008: Bronze, Frauen
- Liu Yang – Turnen (2-1-1)
Rio de Janeiro 2016: Bronze, Teammehrkampf Männer
Tokio 2020: Gold, Ringe Männer
Paris 2024: Gold, Ringe Männer
Paris 2024: Silber, Teammehrkampf Männer
- Liu Yaxin – Schwimmen (0-0-1)
Paris 2024: Bronze, 4 × 200 m Freistil Frauen
- Liu Yin – Curling (0-0-1)
Vancouver 2010: Bronze, Frauen
- Liu Ying – Fußball (0-1-0)
Atlanta 1996: Silber, Frauen
- Liu Yuchen – Badminton (0-1-0)
Tokio 2020: Silber, Doppel Männer
- Liu Yukun – Schießen (1-0-0)
Paris 2024: Gold, Kleinkaliber-Dreistellungskampf Männer
- Liu Yumei – Handball (0-0-1)
Los Angeles 1984: Bronze, Frauen
- Liu Yuxiang – Judo (0-0-1)
Sydney 2000: Bronze, Halbleichtgewicht Frauen
- Liu Zhiyu – Rudern (0-0-1)
Tokio 2020: Bronze, Doppelzweier Männer
- Liu Zhongqing – Freestyle-Skiing (0-0-1)
Vancouver 2010: Bronze, Aerials Männer
- Liu Zige – Schwimmen (1-0-0)
Peking 2008: Gold, 200 m Schmetterling Frauen
- Luan Jujie – Fechten (1-0-0)
Los Angeles 1984: Gold, Florett Einzel Frauen
- Long Daoyi – Wasserspringen (1-0-0)
Paris 2024: Gold, 3 m Synchronspringen Männer
- Long Qingquan – Gewichtheben (2-0-0)
Peking 2008: Gold, Klasse bis 56 kg Männer
Rio de Janeiro 2016: Gold, Bantamgewicht Männer
- Lou Yun – Turnen (2-2-1)
Los Angeles 1984: Gold, Pferdsprung Männer
Los Angeles 1984: Silber, Teammehrkampf Männer
Los Angeles 1984: Silber, Bodenturnen Männer
Seoul 1988: Gold, Pferdsprung Männer
Seoul 1988: Bronze, Bodenturnen Männer
- Lu Bin – Schwimmen (0-1-0)
Barcelona 1992: Silber, 4 × 100 m Freistil Frauen
- Lu Chunlong – Trampolinturnen (1-0-1)
Peking 2008: Gold, Männer
London 2012: Bronze, Männer
- Lu Haojie – Gewichtheben (0-1-0)
London 2012: Silber, Mittelgewicht Männer
- Lu Huali – Rudern (0-0-1)
Barcelona 1992: Bronze, Doppelzweier Frauen
- Lu Li – Turnen (1-1-0)
Barcelona 1992: Gold, Stufenbarren Frauen
Barcelona 1992: Silber, Schwebebalken Frauen
- Lü Lin – Tischtennis (1-1-0)
Barcelona 1992: Gold, Doppel Männer
Atlanta 1996: Silber, Doppel Männer
- Lü Xiaojun – Gewichtheben (2-1-0)
London 2012: Gold, Mittelgewicht Männer
Rio de Janeiro 2016: Silber, Mittelgewicht Männer
Tokio 2020: Gold, Mittelgewicht Männer
- Lu Xiuzhi – Leichtathletik (0-0-1)
Rio de Janeiro 2016: Bronze, 20 km Gehen Frauen
- Lu Ying – Schwimmen (0-1-0)
London 2012: Silber, 100 m Schmetterling Frauen
- Lu Yong – Gewichtheben (1-0-0)
Peking 2008: Gold, Klasse bis 85 kg Männer
- Lu Yuanyang – Rhythmische Sportgymnastik (0-1-0)
Peking 2008: Silber, Team
- Lu Yunxiu – Segeln (1-0-0)
Tokio 2020: Gold, Windsurfen RS:X Frauen
- Luo Yutong – Wasserspringen (1-0-0)
London 2012: Gold, 3 m Synchronspringen Männer
- Luo Jianming – Gewichtheben (0-0-1)
Barcelona 1992: Bronze, Bantamgewicht Männer
- Luo Shifang – Gewichtheben (1-0-0)
Paris 2024: Gold, Leichtgewicht Frauen
- Luo Wei – Taekwondo (1-0-0)
Athen 2004: Gold, Mittelgewicht Frauen
- Luo Xi – Synchronschwimmen (0-1-1)
Peking 2008: Bronze, Gruppe
London 2012: Silber, Gruppe
- Luo Xiaojuan – Fechten (1-0-0)
London 2012: Gold, Degen Team Frauen
- Luo Xuejuan – Schwimmen (1-0-0)
Athen 2004: Gold, 100 m Brust Frauen
- Luo Xiaojuan – Gewichtheben (1-0-0)
London 2012: Gold, Leichtgewicht Frauen
- Lyu Jianlin – Schießen (0-0-1)
Paris 2024: Bronze, Skeet Mixed
- Lyu Yang – Rudern (1-0-0)
Tokio 2020: Gold, Doppelvierer Frauen

### M
- Ma Jin – Badminton (0-1-0)
London 2012: Silber, Mixed
- Ma Lin – Tischtennis (3-0-0)
Athen 2004: Gold, Doppel Männer
Peking 2008: Gold, Einzel Männer
Peking 2008: Gold, Team Männer
- Ma Long – Tischtennis (6-0-0)
London 2012: Gold, Team Männer
Rio de Janeiro 2016: Gold, Team Männer
Rio de Janeiro 2016: Gold, Einzel Männer
Tokio 2020: Gold, Einzel Männer
Tokio 2020: Gold, Team Männer
Paris 2024: Gold, Team Männer
- Ma Ning – Hockey (0-1-0)
Paris 2024: Silber, Frauen
- Ma Wenge – Tischtennis (0-0-1)
Barcelona 1992: Bronze, Einzel Männer
- Ma Xiangjun – Bogenschießen (0-1-0)
Barcelona 1992: Bronze, Team Männer
- Ma Yanhong – Turnen (1-0-1)
Los Angeles 1984: Gold, Stufenbarren Frauen
Los Angeles 1984: Bronze, Teammehrkampf Frauen
- Ma Yibo – Hockey (0-1-0)
Peking 2008: Silber, Frauen
- Ma Ying – Softball (0-1-0)
Atlanta 1996: Silber, Frauen
- Ma Yunwen – Volleyball (0-0-1)
Peking 2008: Bronze, Frauen
- Ma Zhenzhao – Judo (0-0-1)
Paris 2024: Bronze, Halbschwergewicht Frauen
- Meng Guanliang – Kanu (2-0-0)
Athen 2004: Gold, Zweier-Canadier 500 m Männer
Peking 2008: Gold, Zweier-Canadier 500 m Männer
- Meng Lingzhe – Ringen (0-0-1)
Paris 2024: Bronze, Superschwergewicht griechisch-römisch Männer
- Meng Suping – Gewichtheben (1-0-0)
Rio de Janeiro 2016: Gold, Schwergewicht Frauen
- Miao Tian – Rudern (0-0-1)
Tokio 2020: Bronze, Achter Frauen
- Mo Huilan – Turnen (0-1-0)
Atlanta 1996: Silber, Pferdsprung Frauen

### N
- Ni Hong – Fechten (0-1-0)
Peking 2008: Silber, Säbel Team Frauen
- Nian Yun – Schwimmen (0-1-0)
Atlanta 1996: Silber, 4 × 100 m Freistil Frauen
- Niu Jianfeng – Tischtennis (0-0-1)
Athen 2004: Bronze, Doppel Frauen
- Niu Zhiyuan – Schießen (0-0-1)
Sydney 2000: Bronze, Laufende Scheibe Männer
- Nong Qunhua – Badminton (0-1-0)
Barcelona 1992: Silber, Doppel Frauen

### O
- Ou Jingbai – Softball (0-1-0)
Atlanta 1996: Silber, Frauen
- Ou Zixia – Hockey (0-1-0)
Paris 2024: Silber, Frauen

### P
- Pan Feihong – Fechten (0-0-1)
Rio de Janeiro 2016: Bronze, Leichtgewichts-Doppelzweier Frauen
- Pan Fengzhen – Hockey (0-1-0)
Peking 2008: Silber, Frauen
- Pan Zhanle – Schwimmen (2-1-0)
Paris 2024: Gold, 100 m Freistil Männer
Paris 2024: Gold, 4 × 100 m Lagen Männer
Paris 2024: Silber, 4 × 100 m Lagen Mixed
- Pang Jiaying – Schwimmen (0-2-2)
Athen 2004: Silber, 4 × 200 m Freistil Frauen
Peking 2008: Silber, 4 × 200 m Freistil Frauen
Peking 2008: Bronze, 200 m Freistil Frauen
Peking 2008: Bronze, 4 × 100 m Lagen Frauen
- Pang Qing – Eiskunstlauf (0-1-0)
Vancouver 2010: Silber, Paarlauf
- Pang Qianyu – Ringen (0-1-1)
Tokio 2020: Silber, Freistil Bantamgewicht Frauen
Paris 2024: Bronze, Freistil Fliegengewicht Frauen
- Pang Wei – Schießen (2-0-2)
Peking 2008: Gold, Luftpistole Männer
Rio de Janeiro 2016: Bronze, Luftpistole Männer
Tokio 2020: Gold, Luftpistole Mixed
Tokio 2020: Bronze, Luftpistole Männer
- Peng Bo – Wasserspringen (1-0-0)
Athen 2004: Gold, 3 m Kunstspringen Männer
- Peng Ping – Basketball (0-1-0)
Barcelona 1992: Silber, Frauen
- Pu Yanzhu – Rhythmische Sportgymnastik (1-0-0)
Paris 2024: Gold, Gruppe